# Fluorescencia de rayos X

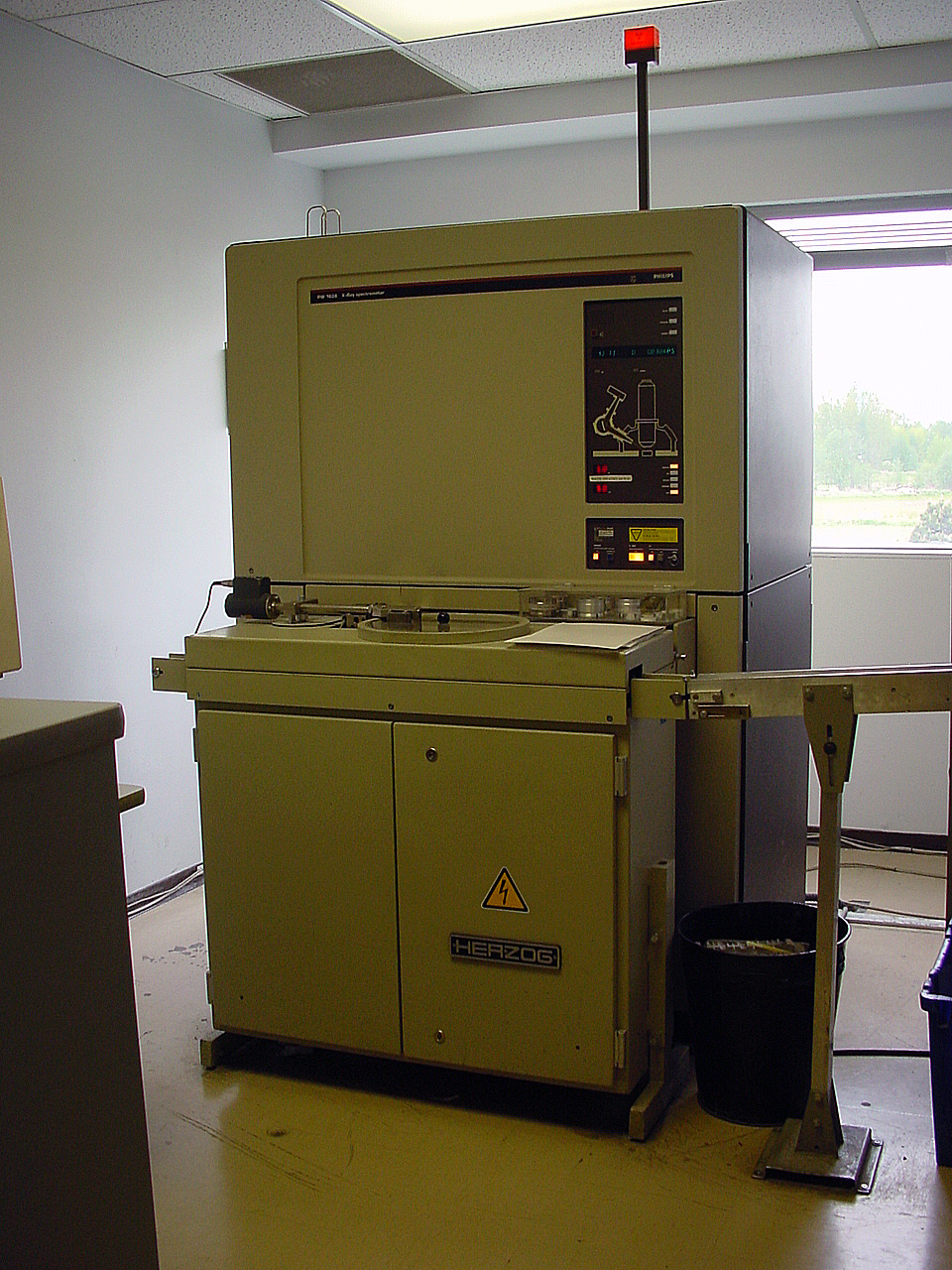
Un espectrómetro Philips PW1606 de fluorescencia por rayos X con un alimentador automático en el laboratorio de control de calidad de una fábrica de cemento.

La fluorescencia de rayos X (XRF, sigla en inglés) consiste en emisión de rayos X secundarios (o fluorescentes) característicos de un material que ha sido excitado al ser «bombardeado» con rayos X de alta energía o rayos gamma. Este fenómeno es muy utilizado para análisis elemental y análisis químico, particularmente en la investigación de metales, vidrios, cerámicos y materiales de construcción, así como en la de geoquímica, ciencia forense y arqueología.

## Principios físicos

Figura 1. Representación esquemática de la física de fluorescencia de rayos X.

Al exponer un material a rayos X de longitudes de onda cortas o a rayos gamma, pueden ionizarse los átomos que constituyen el material. La ionización consiste en eyección de uno o más electrones desde el átomo. Puede ocurrir si a este se le expone a radiación cuya energía exceda la del potencial de ionización.
Tanto los rayos X como los gamma pueden ser suficientemente energéticos para desprender electrones fuertemente ligados en los orbitales internos del átomo. Tal remoción electrónica deja en condición inestable a la estructura electrónica del átomo, y los electrones de orbitales más elevados «caen» hacia el orbital más bajo, que luego ocupan los huecos de los electrones internos desprendidos.
En esta caída, o transición, se genera energía mediante emisión de un fotón. El valor de la energía de este corpúsculo es igual a la diferencia de energía entre los dos orbitales involucrados. Por lo tanto el material emite radiación cuya energía es característica de los átomos componentes del material. El término fluorescencia se usa para denominar el fenómeno por el cual la absorción de radiación de una energía específica genera reemisión de radiación de una energía diferente, generalmente menor.

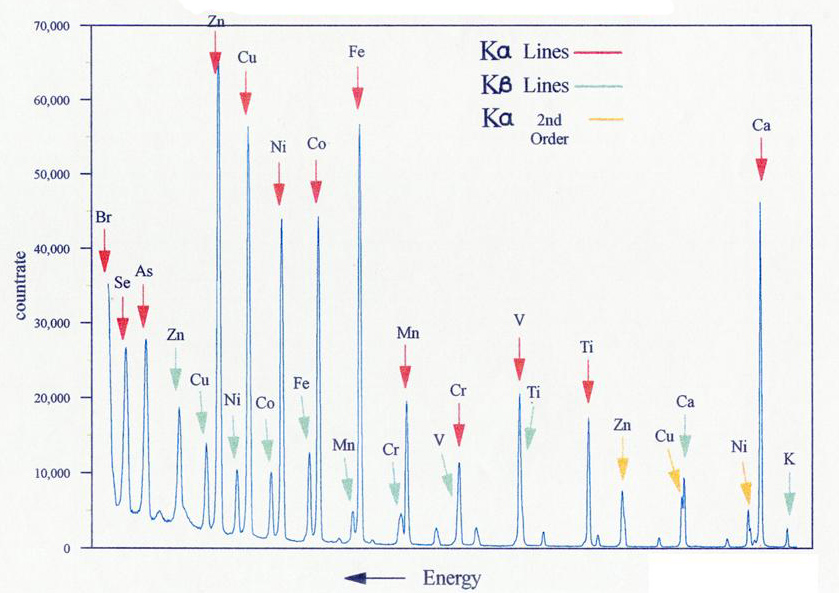
Figura 2. Típico espectro de energía dispersiva XRF.

Figura 3. Espectro de un blanco de rodio operado a 60 kV, mostrando el espectro continuo y las líneas K.

### Radiación característica
Cada elemento posee orbitales electrónicos de energías características. Al producirse la remoción de un electrón de una capa interior por un fotón energético proveniente de una fuente primaria de radiación, un electrón de una capa exterior se desplaza y ocupa el hueco que se había formado.
Existe una cantidad finita de variantes de esta transición, tal como se muestra en la figura 1. A las transiciones principales se les han asignado nombres:
- Transición L→K: Kα
- Transición M→K: Kβ
- Transición M→L: Lα, y así sucesivamente.

Cada una de estas transiciones produce un fotón fluorescente dotado de una energía característica que es igual a la diferencia de energía entre los orbitales inicial y final. La longitud de onda de esta radiación fluorescente se puede calcular a partir del postulado de Planck:
La radiación fluorescente se puede clasificar mediante análisis de las energías de los fotones (análisis dispersivo de energía) o por separación de las longitudes de onda de la radiación (análisis dispersivo de longitud de onda).
Una vez ordenadas, la intensidad de cada radiación característica se relaciona directamente con la cantidad de cada elemento químico del material de la muestra. Esto aporta la base de una poderosa técnica utilizada en química analítica. En la figura 2 se muestra la forma típica de las agudas líneas espectrales fluorescentes obtenidas mediante el método dispersivo de energía (véase ley de Moseley).

### Radiación primaria
Para excitar a los átomos es preciso disponer de una fuente de radiación de energía suficiente para eyectar electrones de las capas interiores de los átomos. Por lo general se utilizan generadores de rayos X convencionales, ya que es posible «ajustar» su producto según la necesidad de cada análisis, y porque generalmente su potencia es mayor que la de otros dispositivos o técnicas.
Sin embargo, se pueden utilizar fuentes de rayos gamma que no requieren suministro eléctrico tan elaborado como el de los dispositivos de rayos X, lo cual permite su uso en instrumentos portátiles pequeños. Cuando la fuente de energía es un sincrotrón o los rayos X son enfocados mediante una óptica tal como la de policapilaridad, el haz de rayos X puede ser muy pequeño y muy intenso.
Por lo tanto es posible obtener información atómica en el intervalo de «submicrómetros»: inferior a micrómetros. Se utilizan generadores de rayos X con un rango de diferencia de potencial de 20 a 60 kV, lo cual permite excitar un rango muy amplio de átomos. El espectro continuo consiste en radiación de frenado (Bremsstrahlung), producida cuando electrones de alta energía que pasan a través del tubo se desaceleran progresivamente por el material del ánodo del tubo (el «blanco» o «muestra»). En la figura 3 se muestra un espectro típico.

### Detección
En análisis por dispersión en energía, la dispersión y la detección se realizan en una sola operación. Se usan contadores proporcionales o varios tipos de detectores de estado sólido: diodos PIN, Si(Li), Ge(Li) y detectores de deriva de silicio (SDD). Comparten el mismo principio de detección: un fotón de rayos X incidente ioniza cuantiosos átomos del detector. La cantidad de carga generada es proporcional a la energía del fotón incidente.
Luego esta carga se colecta y el proceso se repite en el fotón siguiente. Obviamente, la velocidad del detector es crítica. Como todos los portadores de carga medidos, para cuantificar correctamente la energía del fotón debe provenir del mismo fotón (se usa discriminación de longitud pico para eliminar posibles eventos generados por dos fotones de rayos X de incidencia casi simultánea). Luego se construye el espectro dividiendo su energía en compartimientos discretos y contando los pulsos registrados dentro de cada compartimiento de energía.
Los tipos de detectores de espectroscopia de rayos X por dispersión en energía varían en resolución, velocidad y medios de enfriamiento (en los detectores de estado sólido es crítico un bajo número de portadores de carga): los contadores proporcionales con resoluciones de varios cientos de eV (electronvoltios) funcionan en el extremo bajo del desempeño del espectro. Los detectores de diodos PIN operan en el rango intermedio. Los de Si(Li), Ge(Li) y SDD ocupan el extremo alto de la escala de desempeño.
En análisis dispersivo de longitud de onda, la radiación de la sola longitud de onda generada por el monocromador pasa al interior de un fotomultiplicador: detector similar a un contador Geiger, que cuenta fotones individuales a medida que lo atraviesan. El contador es una cámara que contiene un gas ionizado por fotones de rayos X. Un electrodo central se carga a (típicamente) +1 700 V con respecto a las paredes de la cámara conductora, y cada fotón provoca una cascada semejante a pulsos de corriente a través del campo. La señal se amplifica y transforma dentro de una cuenta digital acumulativa. Luego estas cuentas se procesan para obtener datos analíticos.

### Intensidad de rayos X
El proceso de fluorescencia es ineficiente, y la radiación secundaria es mucho más débil que el haz primario. En elementos más ligeros la energía de esta radiación es relativamente baja (longitud de onda larga), de escaso poder de penetración. Si el haz atraviesa algo de aire se atenúa gravemente. Por estos motivos, para análisis de alto desempeño, la trayectoria tubo–muestra–detector se mantiene bajo alto vacío: a una presión residual aproximada de 10 Pa (pascales).
Esto implica que la mayoría de las partes operativas del instrumento se han de ubicar en una cámara de vacío grande. Los problemas de mantener partes móviles en vacío y de introducción y retiro rápidos de la muestra sin pérdida de esa propiedad plantean grandes retos de diseño del dispositivo. Para aplicaciones menos demandantes o cuando la muestra se daña por el vacío (p. ej. una muestra volátil), se puede substituir una cámara de rayos X de barrido de helio, aunque con alguna pérdida de intensidades de Z bajo (Z = número atómico).